# Monastère de Karsha

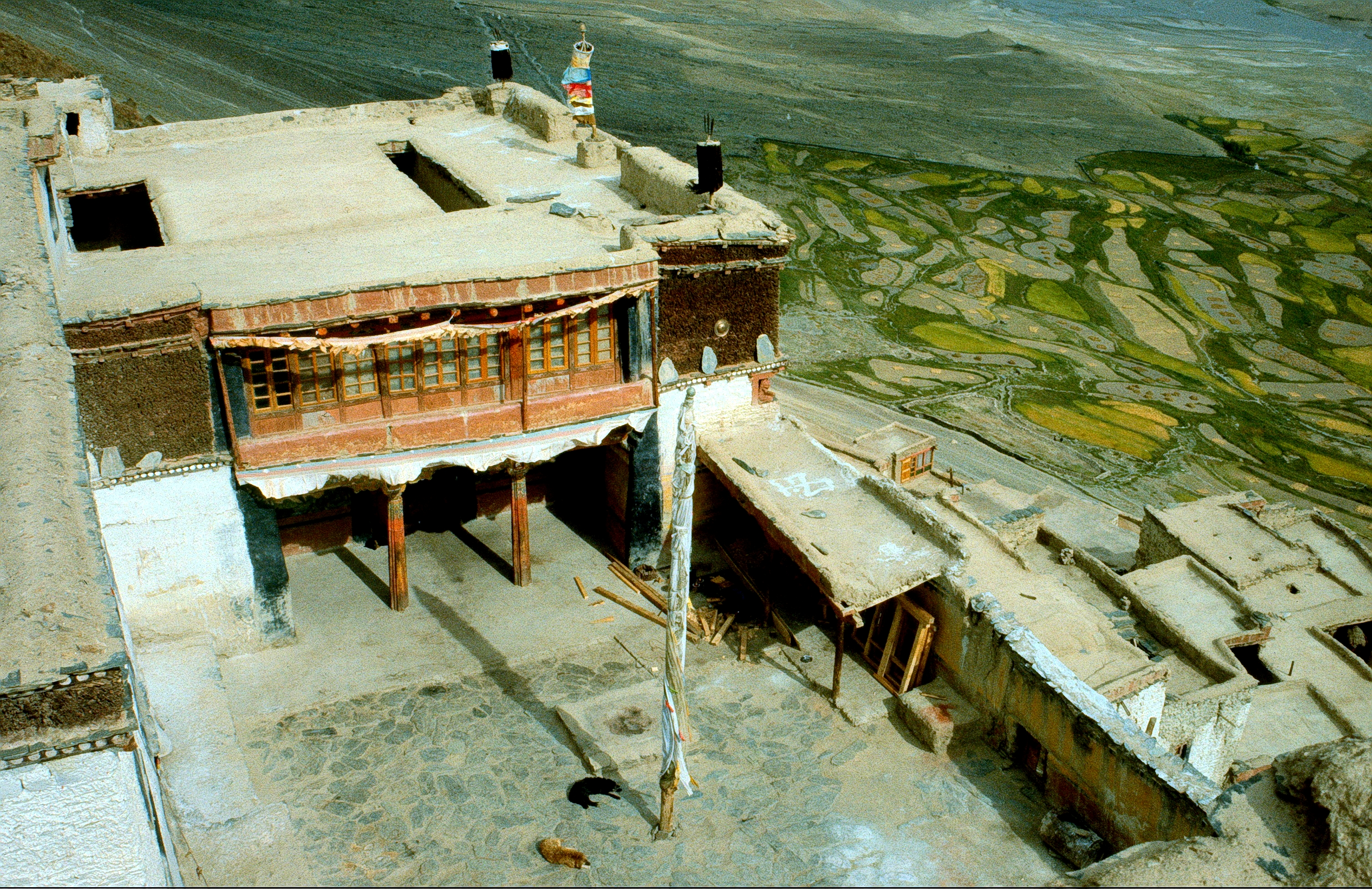
Vue partielle du monastère, 1991

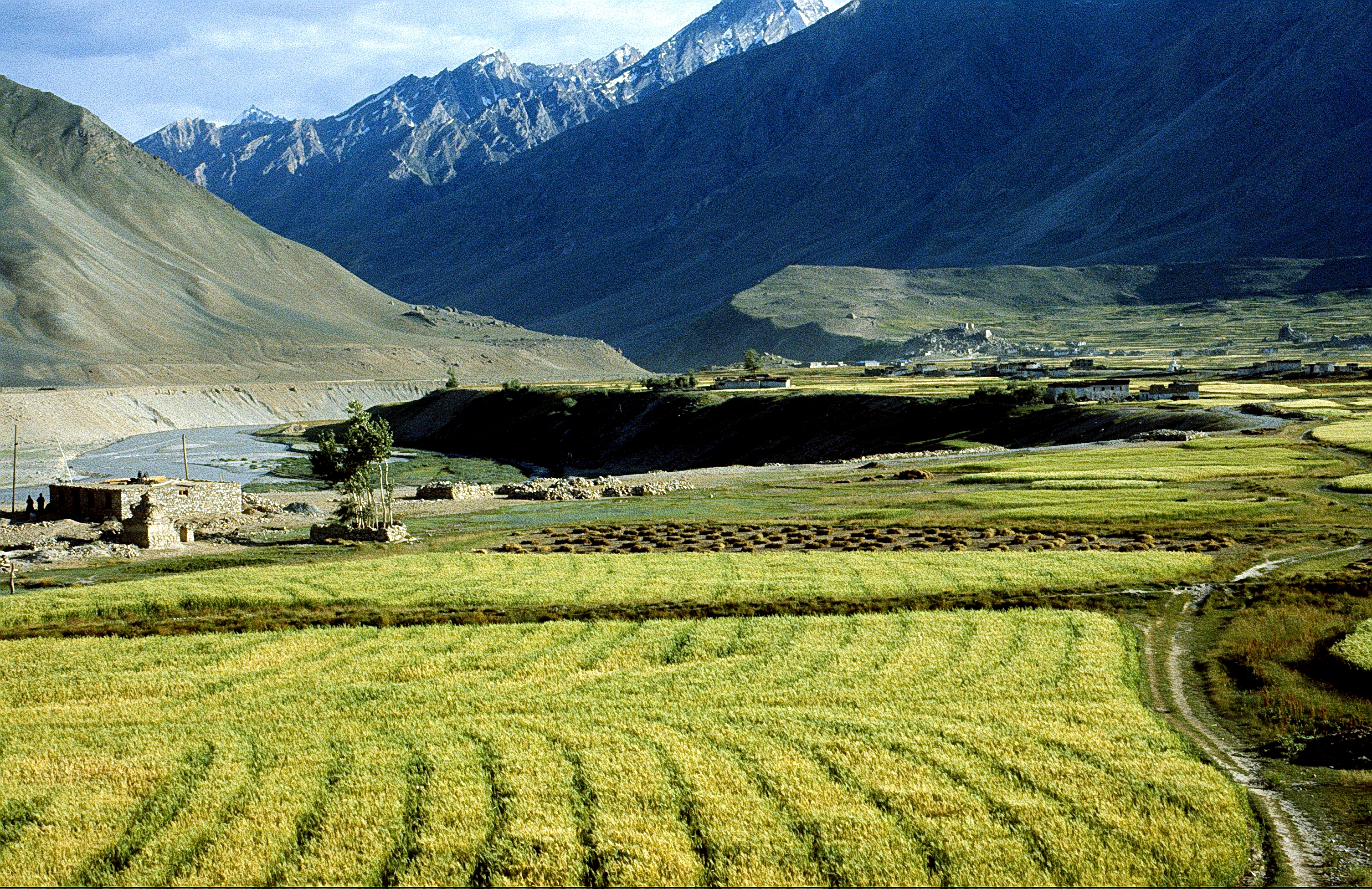
Chemin de Padum vers Kursha gompa sur la rive de la rivière Doda, Zanskar/Ladakh

Le grand Monastère de Karsha  ou Karsha Gompa, fondé entre le Xe et le XVe siècle, et dont le nom véritable est  Karsha Chamspaling (dkar-cha-Byams-pa-gling ou Dkar-sa) Phagspa Shesrab (du nom du fondateur Lotsawa Phagspa Shesrab et aussi de celui de deux villages voisins, Physizkar et Nangkar) près de Leh au Ladakh sur la rive du Doda dans le Jammu-Cachemire est sans doute le monastère bouddhiste le plus important et le plus grand du Zanskar, avec  une trentaine de bâtiments sur le flanc de la colline et entre  140 à 160 moines à bonnets jaunes  de l'école  de l'ordre Gelugpa (Shesrab Zangpo de  Stod), dont certains sont des enfants.
Il est accroché à la falaise et situé à l'écart du monde, dans une zone géologique datant du Cambrien, à dix kilomètres au nord-est de Tungri, aux environs de Padum, près de la rivière Stod. 
Ces dernières années[Quand ?] une aide financière a contribué à la construction d'une école. L'association Solidarijeune a financé une nouvelle cuisine pour le monastère.

## Histoire

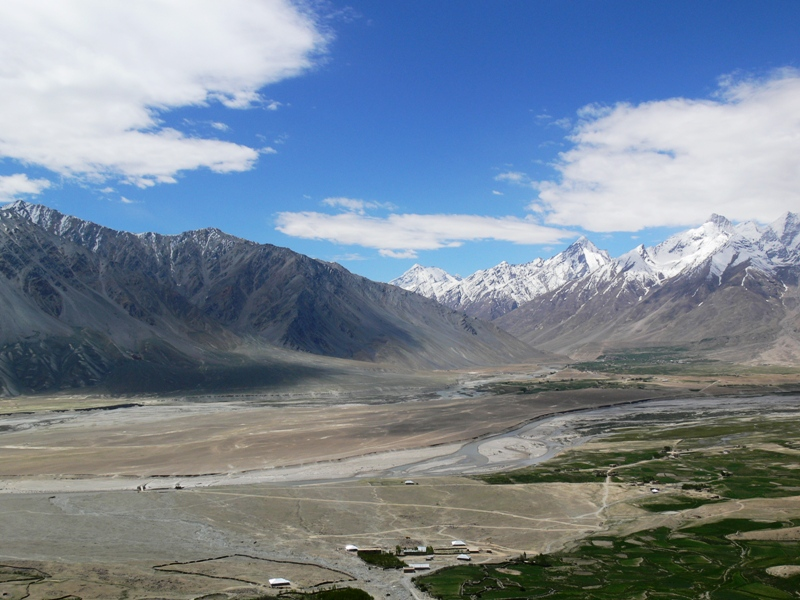
Vue de la vallée de Padum depuis le monastère.

Il prit son essor lors du retour[Quand ?] de Dodey Rinchen Zangpo du Tibet avec des textes fondateurs qui étendirent le bouddhisme à toute la région, puis trois maîtres célèbres, Tungpa Gyaltsa pa, Thapuwa Ddamcheu Gyaltsen et Dupkhang Guelek Gyatso y enseignèrent le Lam Rim, la Voie Progressive qui mène à l'Eveil, traité qui condense tous les enseignements de Bouddha.
Le monastère garda des liens privilégiés avec le Tibet et le panchen-lama puisque ses moines comptaient comme les enseignants (« Alaks ») les plus réputés du bouddhisme, et ils étaient souvent couverts par les villageois de cadeaux qui sont encore conservés à Karsa.

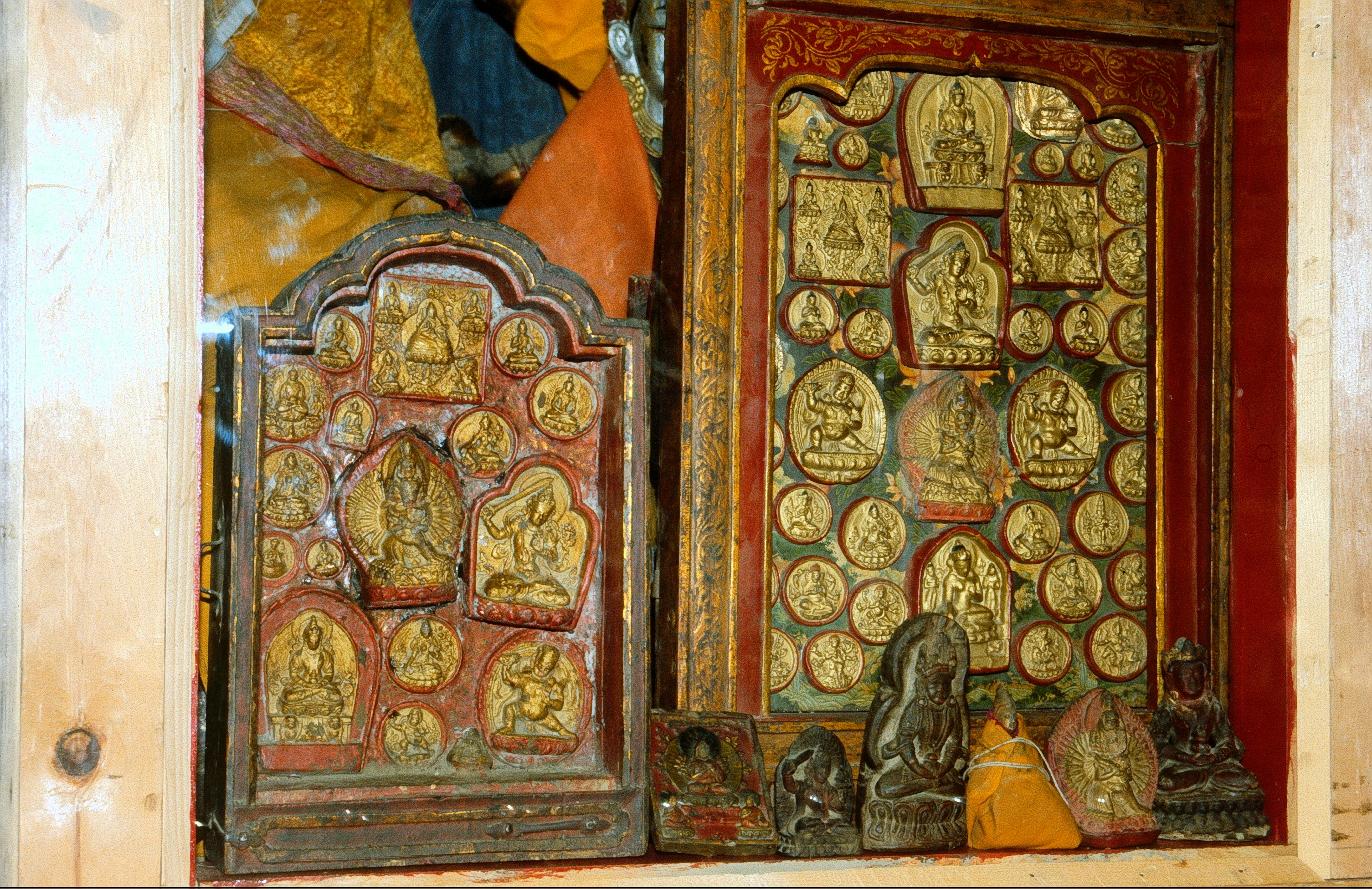
Détail intérieur du monastère

Le monastère, extérieurement blanchi à la chaux, est à l'intérieur riche en peintures et fresques, réalisées par le Lama Dzadpa Dorje. De nombreux temples dédiés à des divinités bouddhistes (le plus ancien, le temple de Chuchikjyal), une grande pièce pour la prière communautaire, des statues de divinités bouddhistes (Hevajra) constituent l'intérieur du monastère. On y trouve  aussi des ossements reliques de Dorje Rinchen. Deux temples sont construits à proximité du monastère construits par Rinchen Zangpo, Thugsjechhenpoi Lhakhang et Lhakhang Karpo. Le monastère de Stongde gompa était autrefois affilié à Karsha.
Ngari Rinpoché est le responsable spirituel du monastère de Karsha.

## Festival Gustor

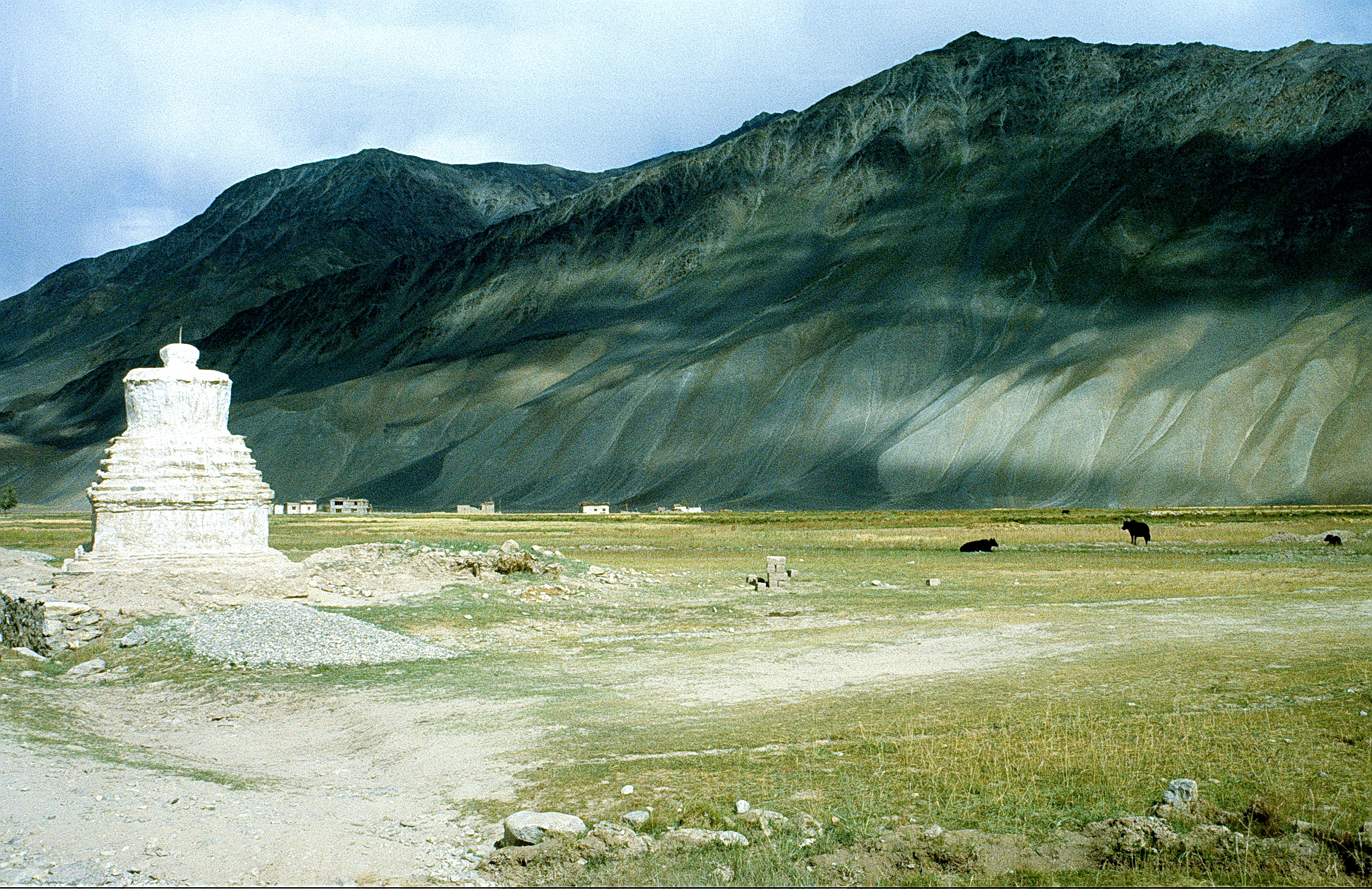
chorten près de Padum

Chaque année, en juillet, du 28e au 29e jour du sixième mois du calendrier tibétain a lieu le festival Gustor (danses rituelles, masques). Gustor signifie «  sacrifice du 29e jour ». La « danse du chapeau noir » relate  un épisode du IXe siècle, l'assassinat du roi tibétain Langdarma par un moine bouddhiste. Les danses rituelles, mentionnées dans les plus anciens manuscrits bouddhistes, signifient la victoire du bien contre le mal, la destruction des démons (cérémonie « Argham » à la fin de la danse du Chapeau noir), les masques symbolisent les divinités des Gelugpa et du Panthéon Bouddhiste (Dharmapalas). À la fin du Festival, les participants se partagent un gâteau rituel (« storma »), parfois on brûle une effigie.

#### Photos et vidéo
- Documentaire Karsha, la route de la rivière gelée,54 min Jean Boggio-Pola (1996 )
- Kargil Trip at Padum une dizaine de photos de Karsha (peintures)
- Photographies
- Vue aérienne - vue de la vallée - Panoramio localisation

## Festival Gustor
- Gustor Festival
- Video Un Festival Gustor du Ladakh
- Le festival de Karsha ( les premières photographies du reportage)
- Reportage photo ( deux pages) du Festival Gustor